# Шрек: Різдво
Шрек: Різдво — короткометражний телевізійний анімаційний фільм про різдвяні пригоди людожера Шрека. Вперше цей фільм був показаний у США на телеканалі ABC у 2007 році, а в Україні цей мультфільм транслювався після нового 2008 року на Новому каналі. У мультфільмі розповідається про спробу Шрека зробити для своєї родини чудове Різдво, хоч він і не знає, що це таке. В українському перекладі цього фільму Шрека озвучує Богдан Бенюк.

## Сюжет
Прийшло Різдво. Шрекова родина святкує Різдво. Але сам Шрек навіть не знає, що таке Різдво. Він вирушає у місто, і у книжковому магазині йому дають книгу "Правила Різдва для сільських дурбеликів". Але Фіона знаходить книгу. На вечірці присвяченій Різдву, його друзі розказують про Санта-Клауса. Пряник розказує, що Санта-Клаус — це монстр, який поїдає пряники, а Кіт у Чоботях, що Санта — це сміливий кіт, який захищає слабких. Шреку не допомагають історії, але родина йому пробачає, і всі вони щасливо святкують Різдво.